# Quan hệ Bắc Triều Tiên – Thụy Điển
Quan hệ Bắc Triều Tiên – Thụy Điển (tiếng Hàn Quốc: 스웨리예-조선민주주의인민공화국 관계, tiếng Thụy Điển: Relationer mellan Nordkorea och Sverige) là quan hệ song phương giữa Cộng hòa Dân chủ Nhân dân Triều Tiên và Thụy Điển. Hai nước đã có quan hệ ngoại giao kể từ ngày 7 tháng 4 năm 1973. Thụy Điển có cam kết lâu dài ở Bắc Triều Tiên và quan hệ giữa hai nước đặc biệt chặt chẽ trong số các quốc gia phương Tây. Thụy Điển là một trong những nước đóng góp viện trợ nhân đạo lớn cho Bắc Triều Tiên.

## Lịch sử
Thụy Điển tham gia Chiến tranh Triều Tiên bằng cách cung cấp Bệnh viện dã chiến Hội Chữ thập đỏ Thụy Điển và tham gia Ủy ban Giám sát các Quốc gia Trung lập. Bệnh viện này vốn là tên gọi của phái bộ Thụy Điển được cử đến Triều Tiên nhằm giải quyết tình hình nhân đạo do Chiến tranh Triều Tiên gây ra từ năm 1950 đến năm 1953. Sau khi chiến tranh tạm thời được giải quyết vào năm 1953, Thụy Điển đã tham gia rất nhiều vào việc duy trì lệnh ngừng bắn thông qua vị thế của mình trong Ủy ban Giám sát các Quốc gia Trung lập.
Phe chính khách cánh tả ở Thụy Điển đã vận động công nhận Bắc Triều Tiên trên cơ sở Thụy Điển công nhận Hàn Quốc vào năm 1959. Bắc Triều Tiên cho lập một văn phòng thông tin tại Stockholm vào năm 1970 và cũng tổ chức một cuộc triển lãm giới thiệu đất nước này tại ABF-huset. Thụy Điển và Bắc Triều Tiên thiết lập quan hệ ngoại giao chính thức vào ngày 7 tháng 4 năm 1973.
Trong thập niên 1970, các nhà ngoại giao Bắc Triều Tiên đã bị phát hiện điều hành hoạt động buôn lậu thuốc lá và rượu ở Tây Âu như một phần trong hoạt động bất hợp pháp của đất nước này nhằm kiếm tiền chi tiêu. Trong số các đường dây buôn lậu này, đường dây lớn nhất là ở Thụy Điển.
Năm 2001, Thủ tướng Thụy Điển Göran Persson đã đến thăm Bắc Triều Tiên trên cương vị là nhà lãnh đạo phương Tây đầu tiên trong lịch sử, dẫn đầu một phái đoàn Liên minh châu Âu tới đàm phán với nhà lãnh đạo khi đó là Kim Jong-il.
Vào đầu năm 2018, Thứ trưởng Ngoại giao Bắc Triều Tiên đã đến thăm Thụy Điển để thảo luận về hội nghị thượng đỉnh Bắc Triều Tiên – Hoa Kỳ năm 2018 sắp tới với Ngoại trưởng Margot Wallström và Thủ tướng Stefan Löfven. Tiếp theo chuyến thăm của ông là Ngoại trưởng Bắc Triều Tiên Ri Yong-ho vào tháng 3 năm 2018.